# Виставка (муніципальне утворення «Черемуське»)
Виставка (рос. Выставка) — присілок в Котлаському районі Архангельської області Російської Федерації.
Населення становить 60 осіб. Входить до складу муніципального утворення Котласький муніципальний округ.

## Історія
До 2022 року входило до складу муніципального утворення Черемуське поселення.

## Населення
| 2002 | 2010 | 2012 |
| ---- | ---- | ---- |
| 201  | ↘171 | ↘60  |